# Verzorgingsplaats Charnock Richard
Verzorgingsplaats Charnock Richard is een verzorgingsplaats in Groot-Brittannië aan de M6 tussen de afritten 27 en 28 in de buurt van Chorley. De M6 is de eerste autosnelweg van het Verenigd Koninkrijk en voor de verzorgingsplaatsen die, begin jaren 60 van de twintigste eeuw, tegelijk met de autosnelweg werden gebouwd, werd gekozen voor brugrestaurants naar Italiaans voorbeeld. Langs de M6 zijn uiteindelijk alleen Charnock Richard, Keele en Knutsford als brugrestaurant uitgevoerd. Het brugrestaurant is een uitzondering gebleven omdat Groot-Brittannië in 1966 van het concept is afgestapt. In 1963 was Charnock Richard de eerste verzorgingsplaats aan de M6 die in gebruik genomen werd en was toen een attractie op zich. Destijds werd de verzorgingsplaats geëxploiteerd door Trust House Forte en was er sprake van een restaurant met bediening. Tegenwoordig is de explotatie in handen van Welcome Break en is het een fastfood-restaurant.
In 2006 moest het brugrestaurant versterkt worden wegens instortingsgevaar.